# Шахта «Північна» (Сорокине)
ДВАТ "Шахта «Північна»" — дочірнє підприємство ДХК «Краснодонвугілля». Знаходиться у смт. Сєверний, Краснодонської міськради, Луганської області.

## Опис
Фактичний видобуток 616/353 т/добу (1990/1999). У 2003 р. видобуто 93 тис.т. вугілля. 
Максимальна глибина 590/550 м (1990/1999). Протяжність підземних виробок 20,2/20,3 км (1990/1999). У 1990—1999 розробляла пласт kв
2 потужністю 1,15 м, кут падіння 8о. 
Пласт небезпечний щодо вибухів вугільного пилу, загрозливий за раптовими викидами вугілля і газу. Кількість очисних вибоїв 2/1, підготовчих 2/1 (1990/1999). 
Кількість працюючих: 942/667 чол., в тому числі підземних 548/334 чол. (1990/1999).
Адреса: 94425, смт. Сєверний, м.Краснодон, Луганської обл.